# Sautel
Sautel (okzitanisch Le Sautèlh) ist eine französische Gemeinde mit 127 Einwohnern (Stand 1. Januar 2022) im Département Ariège in der Region Okzitanien. Sie gehört zum Kanton Pays d’Olmes und zum Arrondissement Pamiers. 
Sie grenzt im Nordwesten an Lieurac, im Norden an Pradettes, im Nordosten an Esclagne, im Osten an Laroque-d’Olmes, im Südosten an Lavelanet, im Süden an Raissac und im Südwesten an Ilhat.

## Bevölkerungsentwicklung

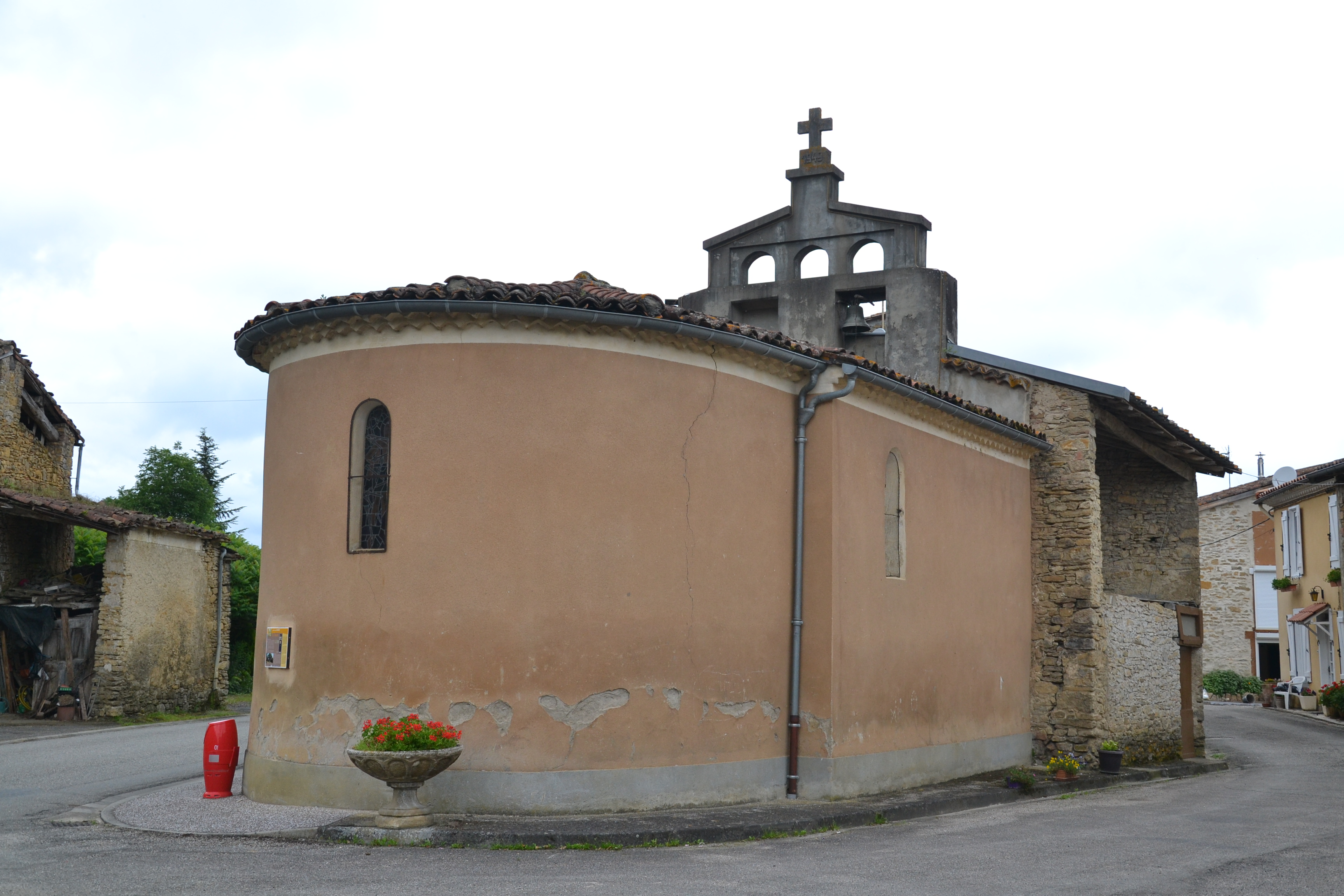
Kapelle Saint-Sébastien

| Jahr                       | 1962 | 1968 | 1975 | 1982 | 1990 | 1999 | 2008 | 2016 |
| -------------------------- | ---- | ---- | ---- | ---- | ---- | ---- | ---- | ---- |
| Einwohner                  | 106  | 82   | 85   | 92   | 105  | 99   | 123  | 103  |
| Quellen: Cassini und INSEE |      |      |      |      |      |      |      |      |